# Nastri d'argento 1963
Els Nastri d'argento 1963 foren la 18a edició de l'entrega dels premis Nastro d'Argento (Cinta de plata) que va tenir lloc el 27 de març de 1963 al cinema Barberini de Roma. Després dels premis, es va produir l'estrena de la pel·lícula Il Gattopardo de Luchino Visconti.

## Guanyadors

### Productor de la millor pel·lícula
- Goffredo Lombardo - pel conjunt de la seva producció
- Alfredo Bini - pel conjunt de la seva producció
- Franco Cristaldi - Salvatore Giuliano

### Millor director
- Nanni Loy - Le quattro giornate di Napoli
- Francesco Rosi - Salvatore Giuliano
- Michelangelo Antonioni - L'eclisse

### Millor argument original
- Elio Petri i Tonino Guerra - I giorni contati
- Dino Risi - Il sorpasso
- Bruno Caruso - Mafioso

### Millor guió
- Pasquale Festa Campanile, Massimo Franciosa, Nanni Loy i Carlo Bernari - Le quattro giornate di Napoli
- Vasco Pratolini, Mario Missiroli i Valerio Zurlini - Cronaca familiare
- Enzo Provenzale, Franco Solinas, Francesco Rosi i Suso Cecchi D'Amico - Salvatore Giuliano

### Millor actor protagonista
- Vittorio Gassman - Il sorpasso
- Alberto Sordi - Mafioso
- Marcello Mastroianni - Cronaca familiare
- Salvo Randone - I giorni contati

### Millor actriu protagonista
- Gina Lollobrigida - Venus imperial
- Franca Valeri - Parigi o cara
- Monica Vitti - L'eclisse

### Millor actriu no protagonista
- Regina Bianchi - Le quattro giornate di Napoli
- Lea Massari - Le quattro giornate di Napoli
- Lilla Brignone - L'eclisse

### Millor actor no protagonista
- Romolo Valli - Una storia milanese
- Gian Maria Volonté - Le quattro giornate di Napoli
- Renato Salvatori - Smog

### Millor vestuari
- Piero Tosi - Senilità
- Giancarlo Bartolini Salimbeni - Venus imperial
- Veniero Colasanti - El Cid

### Millor banda sonora
- Piero Piccioni - Salvatore Giuliano
- Carlo Rustichelli - Le quattro giornate di Napoli
- Goffredo Petrassi - Cronaca familiare

### Millor fotografia en blanc i negre
- Gianni Di Venanzo - Salvatore Giuliano
- Armando Nannuzzi - Senilità
- Roberto Gerardi - I sequestrati di Altona

### Millor fotografia en color
- Giuseppe Rotunno - Cronaca familiare
- Pier Ludovico Pavoni - Ti-Koyo e il suo pescecane
- Gábor Pogány - Venus imperial

### Millor escenografia
- Luigi Scaccianoce - Senilità
- Veniero Colasanti - El Cid
- Mario Garbuglia - Boccaccio '70 (per l'episodi Il lavoro)

### Millor curtmetratge
- Mauro Severino - Chi è di scena

### Millor productor de curtmetratge
- Comité per les celebracions bolonyeses de la Unitat d'Itàlia - Il Risorgimento oggi

### Millor pel·lícula estrangera
- François Truffaut - Jules et Jim
- Tony Richardson - A Taste of Honey
- John Cassavetes - Ombres (Shadows)